# Коткозерское сельское поселение
Коткозе́рское сельское поселение — муниципальное образование в Олонецком национальном районе Республики Карелия Российской Федерации. 
Административный центр — село Коткозеро.

## Географическое положение
Находится на востоке Олонецкого района. По территории поселения протекает река Люба.

## Население
| 2009  | 2010  | 2012  | 2013  | 2014  | 2015  | 2016  |
| ----- | ----- | ----- | ----- | ----- | ----- | ----- |
| 1627  | ↘1310 | ↘1251 | ↘1229 | ↘1201 | ↘1178 | ↘1153 |
| 2017  | 2018  | 2019  | 2020  | 2021  | 2023  |       |
| ↘1112 | ↘1077 | ↘1048 | ↘1030 | ↘1012 | ↘970  |       |

## Населённые пункты
В сельское поселение входят 11 населённых пунктов:
| №  | Населённый пункт | Тип населённого пункта          | Население |
| -- | ---------------- | ------------------------------- | --------- |
| 1  | Берёзовая Гора   | деревня                         | →2        |
| 2  | Вагвозеро        | деревня                         | ↘2        |
| 3  | Верхнеолонецкий  | посёлок                         | ↘321      |
| 4  | Гошкила          | деревня                         | ↗7        |
| 5  | Интерпосёлок     | посёлок                         | ↘72       |
| 6  | Кескозеро        | деревня                         | ↘6        |
| 7  | Коткозеро        | деревня, административный центр | ↘744      |
| 8  | Лумбозеро        | деревня                         | →4        |
| 9  | Торосозеро       | деревня                         | ↘22       |
| 10 | Утозеро          | деревня                         | ↘15       |
| 11 | Чёрная Речка     | деревня                         | ↘34       |